# Yuba County
Yuba County ist ein County im Norden des US-Bundesstaates Kalifornien. Der Verwaltungssitz (County Seat) ist in Marysville.

## Geschichte
Der County wurde 1850 gegründet. Teile des Countys wurde 1851 an den Placer County und an den Nevada County und 1852 an den Sierra County abgegeben. Seinen Namen bekam der County durch den Yuba River.
Insgesamt sind 11 Bauwerke und Stätten des Countys im National Register of Historic Places eingetragen.

## Demografische Daten

Alterspyramide des Yuba Countys (Stand: 2000)

Nach der Volkszählung im Jahr 2000 lebten im Yuba County 60.219 Menschen. Es gab 20.535 Haushalte und 14.805 Familien. Die Bevölkerungsdichte betrug 37 Einwohner pro Quadratkilometer. Ethnisch betrachtet setzte sich die Bevölkerung zusammen aus 70,64 % Weißen, 3,16 % Afroamerikanern, 2,61 % amerikanischen Ureinwohnern, 7,50 % Asiaten, 0,20 % Bewohnern aus dem pazifischen Inselraum und 9,95 % aus anderen ethnischen Gruppen; 5,94 % stammten von zwei oder mehr ethnischen Gruppen ab. 17,35 % der Bevölkerung waren spanischer oder lateinamerikanischer Abstammung.
Von den 20.535 Haushalten hatten 38,10 % Kinder und Jugendliche unter 18 Jahre, die bei ihnen lebten. 53,20 % waren verheiratete, zusammenlebende Paare, 13,30 % waren allein erziehende Mütter. 27,90 % waren keine Familien. 21,70 % waren Singlehaushalte und in 8,20 % lebten Menschen im Alter von 65 Jahren oder darüber. Die Durchschnittshaushaltsgröße betrug 2,87 und die durchschnittliche Familiengröße lag bei 3,34 Personen.
Auf das gesamte County bezogen setzte sich die Bevölkerung zusammen aus 31,00 % Einwohnern unter 18 Jahren, 10,70 % zwischen 18 und 24 Jahren, 28,00 % zwischen 25 und 44 Jahren, 19,60 % zwischen 45 und 64 Jahren und 10,60 % waren 65 Jahre alt oder darüber. Das Durchschnittsalter betrug 31 Jahre. Auf 100 weibliche Personen kamen 101,60 männliche Personen, auf 100 Frauen im Alter ab 18 Jahren kamen statistisch 99,40 Männer.
Das jährliche Durchschnittseinkommen eines Haushalts betrug 30.460 USD, das Durchschnittseinkommen der Familien betrug 34.103 USD. Männer hatten ein Durchschnittseinkommen von 27.845 USD, Frauen 21.301 USD. Das Prokopfeinkommen betrug 14.124 USD. 20,80 % Prozent der Bevölkerung und 16,30 % der Familien lebten unterhalb der Armutsgrenze. 27,60 % davon waren unter 18 Jahre und 7,80 % waren 65 Jahre oder älter.

## Orte im County

### Citys
- Marysville (County Seat)
- Wheatland

### CDPs
- Beale Air Force Base
- Camptonville
- Challenge–Brownsville
- Dobbins
- Linda
- Loma Rica
- Olivehurst
- Plumas Lake
- Smartsville